# Joseph Larran
Cet article possède un paronyme, voir Laran (homonymie).
Pierre Antoine Marie Joseph Larran, né le 23 août 1876 à Bayonne et mort le 30 décembre 1938 à Peyrehorade, est un rameur français.

## Carrière
Joseph Larran, membre de la Société nautique de Bayonne, participe aux Jeux olympiques intercalaires de 1906 à Athènes. Il y remporte la médaille d'argent en skiff derrière son compatriote Gaston Delaplane.